# Centre Marc-Bloch
 (janvier 2015).
Si vous disposez d'ouvrages ou d'articles de référence ou si vous connaissez des sites web de qualité traitant du thème abordé ici, merci de compléter l'article en donnant les références utiles à sa vérifiabilité et en les liant à la section « Notes et références ».
Le Centre Marc Bloch est un centre franco-allemand de recherche en sciences humaines sociales situé à Berlin.

## Histoire
Peu après la chute du mur de Berlin, les gouvernements français et allemand décident conjointement de créer un centre franco-allemand de recherche en sciences sociales avec ouverture européenne.
Fondé le 9 décembre 1992, il est inauguré le 8 septembre 1994 sous le nom de Centre Marc Bloch.

## Description
Le Centre dispose d'une trentaine de chercheurs. Il est installé à Berlin depuis octobre 1993 dans des locaux mis à disposition par le Sénat de Berlin, dans le centre historique de la capitale.
Le but du Centre est de développer la coopération franco-allemande dans toutes les disciplines des sciences sociales, et peut concerner le monde entier tant que c'est fait dans le cadre de cette coopération.

## Organisation
Le Centre Marc Bloch est un établissement sous tutelle des ministères français de l'Europe et des Affaires étrangères et de la Recherche, lié par convention au CNRS, à l'EHESS, ainsi qu'à d'autres universités françaises. Il a le statut d’Unité mixte des instituts français de recherche à l’étranger (UMIFRE no 14 CNRS – MAEE). C’est aussi une unité de service et de recherche du CNRS (USR 3130).
Depuis 2001, il bénéficie également d’un financement du ministère fédéral de l'Éducation et de la Recherche allemand. Un contrat de coopération le lie depuis janvier 2011 de façon privilégiée à l’université Humboldt de Berlin et lui confère le statut d’institut indépendant de l’université Humboldt. Depuis janvier 2016, le centre Marc-Bloch possède également le statut d'association de droit allemand.

### La recherche
Institution de recherche et de formation à la recherche, le centre Marc-Bloch se caractérise par son interdisciplinarité et sa dimension franco-allemande.
Ses pôles de recherche réunissent des chercheurs et doctorants venus d'horizons disciplinaires et nationaux différents autour de sujets transversaux. Il s’attache à susciter la rencontre et la confrontation des traditions scientifiques allemandes et françaises à travers des projets concrets centrés sur un éventail large d’objets européens. Il organise ou co-organise des colloques, des journées d’études, des conférences auxquels sont invités des intervenants venant des universités ou des institutions de recherche françaises, allemandes mais aussi d’autres pays. Le Centre mène par ailleurs une politique active de projets sur appels d’offres et sur financements tiers, qui engagent des coopérations à plus long terme franco-allemandes et plus largement européennes.
Le Centre accorde une large place à la formation doctorale, accueillant des doctorants pour des séjours de durée variable. Il tient régulièrement un séminaire de recherche dans lequel sont présentés et discutés les travaux en cours. Il pilote des programmes de formation doctorale et organisent d’écoles d’été.
Le Centre veille par ailleurs à la bonne insertion de ses doctorants et de ses chercheurs dans les divers instituts et centres de recherche berlinois. Les doctorants rattachés au Centre sont encadrés sous la forme de tutorats et sont également associés à la mise en œuvre de ses programmes et autres activités de recherche.

### Direction
Le premier directeur fut l’historien Étienne François (1992-1999), suivi par la philosophe Catherine Colliot-Thélène (2000-2005), la politologue Pascale Laborier (2005-2010), l'historien Patrice Veit (2010-2015), puis l'historienne Catherine Gousseff (2015-2018).
La direction est assurée, depuis le 1er septembre 2018, par l’historien Jakob Vogel.